# نذر الإسلام خان
نذر الإسلام خان ( 1948-) هو سياسي بنغلاديشي. هو حاليًا عضو في اللجنة الوطنية الدائمة للحزب الوطني البنغلاديشي. كان رئيس لجنة تنسيق الانتخابات في الحزب الوطني البنغلاديشي في الانتخابات العامة البنغلاديشية عام 2018.

## سيرته
كان خان ناشطًا بارزًا في الحركة العُمالية خلال سبعينيات القرن العشرين. في عام 1970، شغل منصب رئيس مصنع أدوات الآلات الباكستاني، الذي يُعرف حاليًا باسم مصنع أدوات الآلات في بنغلاديش.
مع اندلاع حرب تحرير بنغلاديش، وفي مارس 1971، تم تشكيل "مجلس التحالف لجميع الأحزاب" في جويديبور بمنطقة غازيبور، حيث تم تعيين خان أمينًا للصندوق ضمن هذا المجلس.
في عام 1979، أصبح خان الأمين العام المؤسس لجمعية "جاتياتابادي سراميك دال" في بنغلاديش. كما شغل لاحقًا منصب رئيس الجمعية، وكان ذلك في عام 2003.
وفي عام 2004، عُيّن خان سفيرًا لجمهورية بنغلاديش الشعبية لدى دولة الكويت.